# Karel Joan Lodewijk Alberdingk Thijm

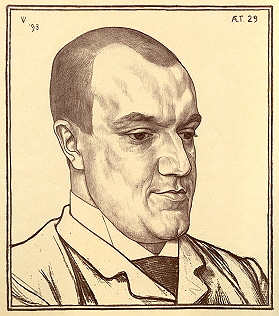
Porträtt av Karel Joan Lodewijk Alberdingk Thijm, 1893

Karel Joan Lodewijk Alberdingk Thijm, född 22 september 1864 i Amsterdam, död 26 januari 1952 i Haarlem, var en nederländsk litteraturkritiker och författare, den så kallade "Nieuwe Gids"-skolans främsta kritiker. Han var son till författaren och konsthistorikern Joseph Albert Alberdingk Thijm.
Alberdingk Thijm skrev under pseudonymen Lodewijk van Deyssel en mängd litterära kritiker och essäer, till exempel Over literatuur (1886) och Van Zola tot Maeterlinck (Från Zola till Maeterlinck, 1895) samt naturalistiska romaner, som Een liefde (Kärlek; 1887; andra upplagan 1919) och De kleine republiek (1888; andra upplagan 1920) och, delvis i opposition mot naturalismen, "prosadikterna" Uit het leven van Frank Rozelaar (1911), Kindleven m.m. (samlade under titeln Prozagedichten; andra upplagan 1920). Han uppsatte tillsammans med Albert Verwey tidskriften "Tweemaandelijksch tiidschrift" (1894–1900) och "De XX:ste eeuw" (1902–08) samt var medredaktör i "De nieuwe gids". Hans Verzamelde opstellen (Samlade uppsatser) utkom 1894–1914, hans Verzamelde werken (tio band 1894–1907).